# Olympische Sommerspiele 1908/Leichtathletik – Weitsprung (Männer)
Der Weitsprung der Männer bei den Olympischen Spielen 1908 in London wurde am 22. Juli 1908 im White City Stadium entschieden. Am Vormittag des gleichen Tages fand eine Qualifikation statt, aus der sich drei Springer für das Finale mit drei weiteren Sprüngen qualifizierten.
Es gab einen US-amerikanischen Doppelsieg. Frank Irons gewann die Goldmedaille, Silber ging an Daniel Kelly. Der Kanadier Calvin Bricker errang Bronze.

## Rekorde
Die Leichtathletik-Weltrekorde waren damals noch inoffiziell. Vor den Spielen in London bestanden folgende Rekorde:
| Weltrekord         | 7,61 m | Peter O’Connor  | Irland | Dublin (Irland), 5. August 1901              |
| Olympischer Rekord | 7,34 m | Meyer Prinstein | USA    | Finale OS St. Louis (USA), 1. September 1904 |

Folgende Rekorde wurden bei den Olympischen Spielen gebrochen oder eingestellt:
| OR | 7,44 m | Frank Irons | USA | Qualifikation, 22. Juli |
| OR | 7,48 m | Frank Irons | USA | Endkampf, 22. Juli      |

## Ergebnisse

### Qualifikation
Die Qualifikation wurde in fünf zeitlich gestaffelten Gruppen ausgetragen. Die Ergebnisse dieser Gruppen wurden zusammengefasst. Nur die besten drei Springer der Qualifikation – grün hinterlegt – konnten den Finalwettkampf bestreiten. Die im Vorkampf erzielten Resultate gingen allerdings in die Gesamtwertung mit ein. Sowohl in der Qualifikation als auch im Finale hatten die Teilnehmer je drei Versuche.

#### Gruppe A
| Athlet          | Land           | Weite (m) |
| --------------- | -------------- | --------- |
| Edward Cook     | USA            | 6,97      |
| Samuel Bellah   | USA            | 6,64      |
| Ödön Holits     | Ungarn         | 6,54      |
| Wilfred Bleaden | Großbritannien | 6,13      |

#### Gruppe B

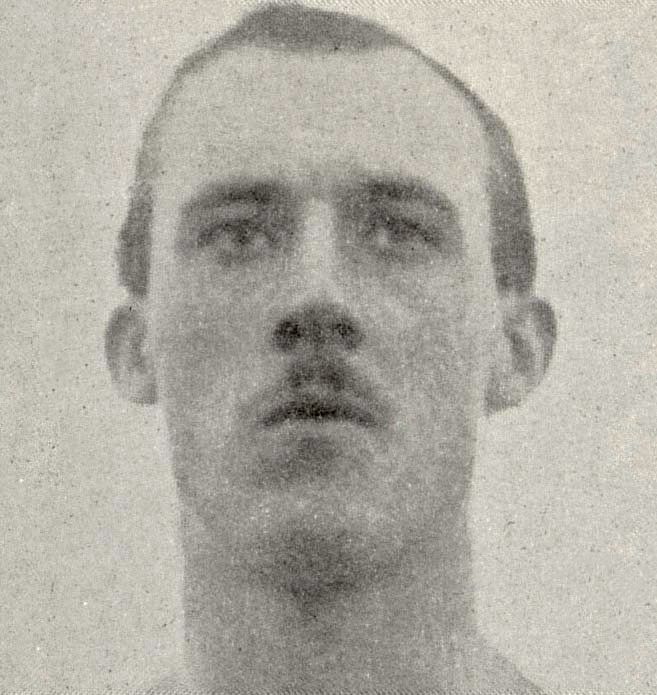
Carl Silfverstrand – mit seinen 6,34 m Qualifikatinsgruppe D nicht unter besten Zwölf

| Athlet             | Land           | Weite (m) |
| ------------------ | -------------- | --------- |
| Daniel Kelly       | USA            | 7,09      |
| John Brennan       | USA            | 6,86      |
| Albert Weinstein   | Deutschland    | 6,77      |
| Tim Ahearne        | Großbritannien | 6,72      |
| Alfred Bellerby    | Großbritannien | 6,44      |
| George Barber      | Kanada         | 6,41      |
| Carl Silfverstrand | Schweden       | 6,34      |

#### Gruppe C
| Athlet               | Land           | Weite (m) |
| -------------------- | -------------- | --------- |
| Frank Irons          | USA            | 7,44 OR   |
| Frank Mount Pleasant | USA            | 6,82000   |
| Charles Williams     | Großbritannien | 6,65000   |
| Bram Evers           | Niederlande    | k. A.000  |
| John O’Connell       | USA            | k. A.000  |

#### Gruppe D

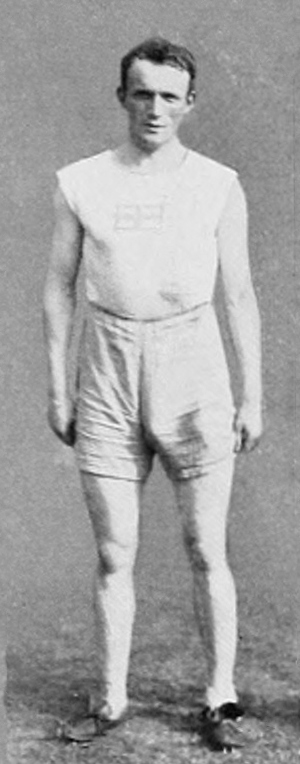
Hugo Wieslander – 1912 Zehnkampf-Olympiasieger – hier im Weitsprung nicht unter den besten Zwölf
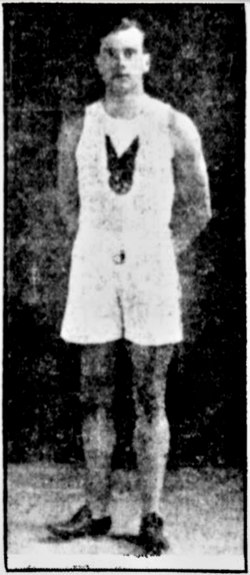
Frank Lukeman – mit seinen 6,59 m in Qualifikationsgruppe D nicht unter den besten Zwölf

| Athlet                    | Land           | Weite (m) |
| ------------------------- | -------------- | --------- |
| Denis Murray              | Großbritannien | 6,71      |
| Frank Lukeman             | Kanada         | 6,59      |
| William Watt              | Großbritannien | 6,42      |
| Jacobus Hoogveld          | Niederlande    | k. A.     |
| Hugo Wieslander           | Schweden       | k. A.     |
| Hermann von Bönninghausen | Deutschland    | k. A.     |

#### Gruppe E
| Athlet             | Land           | Weite (m) |
| ------------------ | -------------- | --------- |
| Calvin Bricker     | Kanada         | 7,08      |
| Gunnar Rönström    | Schweden       | 6,67      |
| Arthur Hoffmann    | Deutschland    | 6,50      |
| Henri Gutierrez    | Frankreich     | k. A.     |
| Lionel Cornish     | Großbritannien | k. A.     |
| Géza Kövesdi       | Ungarn         | k. A.     |
| Garfield MacDonald | Kanada         | k. A.     |
| Arvid Ringstrand   | Schweden       | k. A.     |
| Henry Olsen        | Norwegen       | k. A.     |

### Finale und Endergebnis der besten Zwölf
| Platz | Athlet               | Land           | Weite (m) |
| ----- | -------------------- | -------------- | --------- |
| 1     | Frank Irons          | USA            | 7,48 OR   |
| 2     | Daniel Kelly         | USA            | 7,09000   |
| 3     | Calvin Bricker       | Kanada         | 7,08000   |
| 4     | Edward Cook          | USA            | 6,97000   |
| 5     | John Brennan         | USA            | 6,86000   |
| 6     | Frank Mount Pleasant | USA            | 6,82000   |
| 7     | Albert Weinstein     | Deutschland    | 6,77000   |
| 8     | Tim Ahearne          | Großbritannien | 6,72000   |
| 9     | Denis Murray         | Großbritannien | 6,71000   |
| 10    | Gunnar Rönström      | Schweden       | 6,67000   |
| 11    | Charles Williams     | Großbritannien | 6,65000   |
| 12    | Samuel Bellah        | USA            | 6,64000   |

In den drei Finaldurchgängen konnte sich nur Iron noch geringfügig verbessern. Mit seinem neuen olympischen Rekord schob er sich auf Platz drei der damaligen Weltbestenliste. Für Daniel Kelly und Calvin Bricker blieb es bei den Leistungen aus der Qualifikation. Bricker sollte 1912 die Silbermedaille in dieser Disziplin erringen. Vierter wurde Stabhochsprungolympiasieger Edward Cook. Einen enttäuschenden achten Rang belegte der für Großbritannien startende Ire Timothy Ahearne. Zwei Wochen später brachte er es auf eine Weite von 7,57 m. Drei Tage nach dem Weitsprungwettkampf gelang ihm der Olympiasieg im Dreisprung.

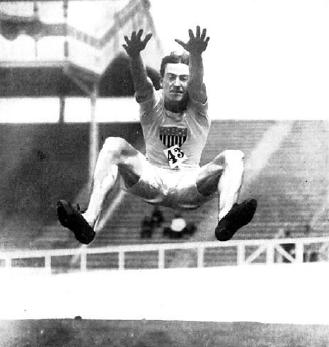
Olympiasieger Frank Irons
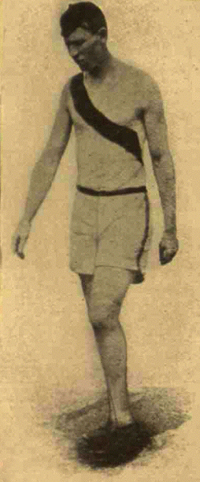
Der Olympiazweite Daniel Kelly
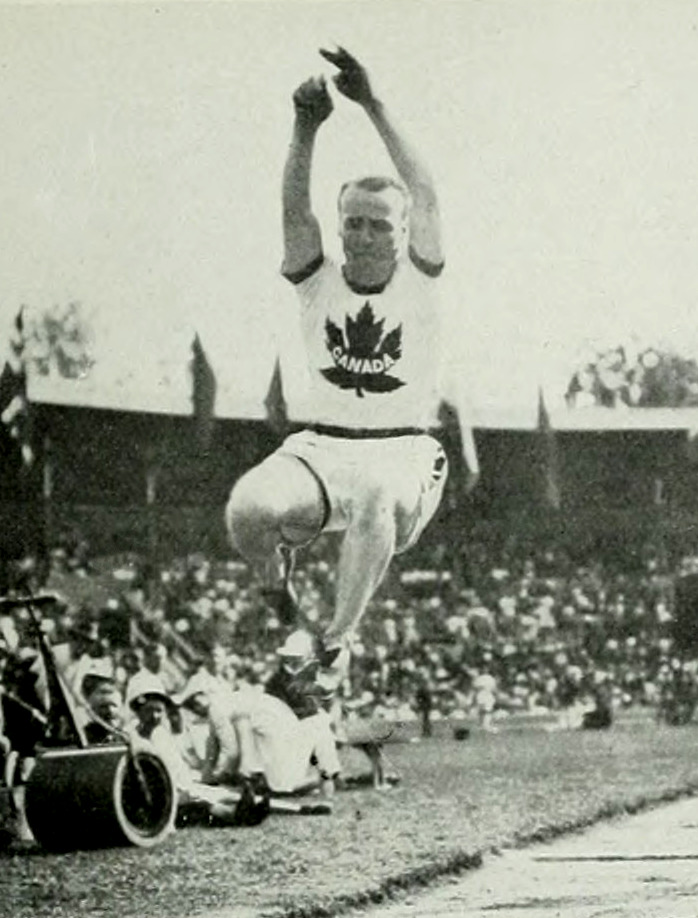
Bronzemedaillengewinner Calvin Bricker
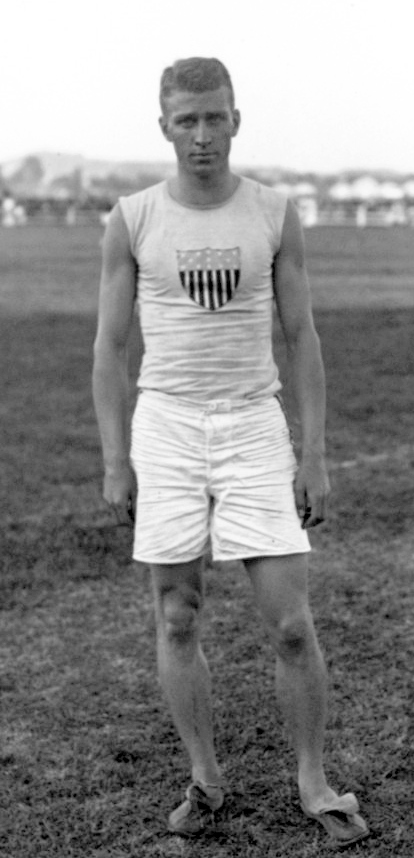
Der Olympiasieger im Stabhochsprung Edward Cook belegte Rang vier
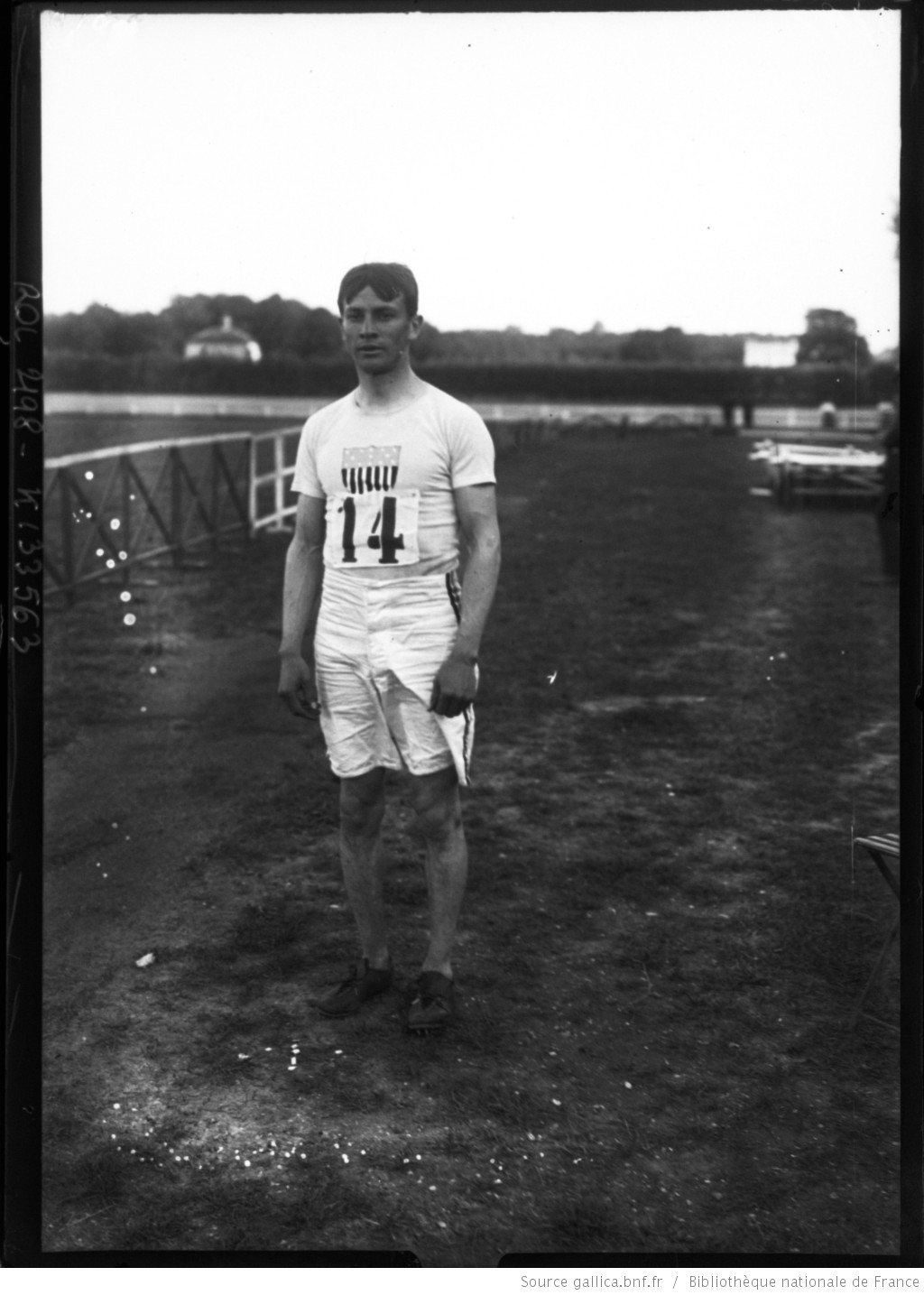
Frank Mount Pleasant wurde Olympiasechster
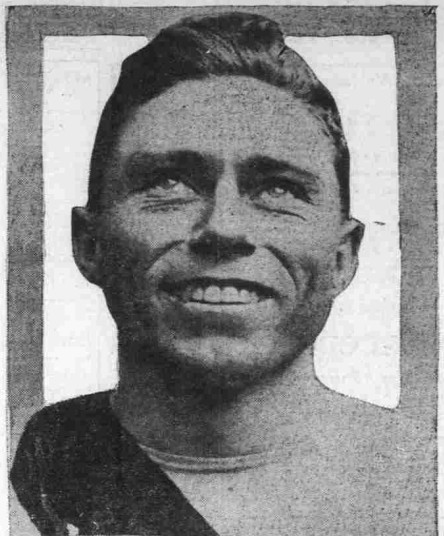
Samuel Bellah, Stabhochsprungsechster, belegte Platz zwölf